# Erakovići
Erakovići este un sat din comuna Cetinje, Muntenegru. Conform datelor de la recensământul din 2003, localitatea are 113 locuitori (la recensământul din 1991 erau 129 de locuitori).

## Demografie
În satul Erakovići locuiesc 91 de persoane adulte, iar vârsta medie a populației este de 40,0 de ani (35,5 la bărbați și 45,2 la femei). În localitate sunt 36 de gospodării, iar numărul mediu de membri în gospodărie este de 3,14.
|  |

| Demografie | Demografie | Demografie |
| An         | Locuitori  | Locuitori  |
| ---------- | ---------- | ---------- |
|            |            |            |
|            |            |            |
|            |            |            |
|            |            |            |
| 1948       | 242        |            |
| 1953       | 241        |            |
| 1961       | 220        |            |
| 1971       | 196        |            |
| 1981       | 181        |            |
| 1991       | 129        | 129        |
| 2003       | 113        | 113        |

| \| Componența etnică conform recensământului din 2003[2] \| Componența etnică conform recensământului din 2003[2] \| Componența etnică conform recensământului din 2003[2] \| Componența etnică conform recensământului din 2003[2] \| Componența etnică conform recensământului din 2003[2] \| \| ----------------------------------------------------- \| ----------------------------------------------------- \| ----------------------------------------------------- \| ----------------------------------------------------- \| ----------------------------------------------------- \| \| \| \| \| \| \| \| Muntenegreni \| Muntenegreni \| \| 111 \| 98,23% \| \| Sârbi \| Sârbi \| \| 2 \| 1,76% \| \| necunoscută \| necunoscută \| \| 0 \| 0% \| |              |  |     |        |
| Componența etnică conform recensământului din 2003 |              |  |     |        |
| |              |  |     |        |
| Muntenegreni | Muntenegreni |  | 111 | 98,23% |
| Sârbi | Sârbi        |  | 2   | 1,76%  |
| necunoscută | necunoscută  |  | 0   | 0%     |